# Jagtial
Jagtial là một thành phố và khu đô thị của quận Karimnagar thuộc bang Andhra Pradesh, Ấn Độ.

## Địa lý
Jagtial có vị trí 18°48′B 78°56′Đ / 18,8°B 78,93°Đ Nó có độ cao trung bình là 264 mét (866 feet).

## Nhân khẩu
Theo điều tra dân số năm 2001 của Ấn Độ, Jagtial có dân số 89.438 người. Phái nam chiếm 48% tổng số dân và phái nữ chiếm 52%. Jagtial có tỷ lệ 63% biết đọc biết viết, cao hơn tỷ lệ trung bình toàn quốc là 59,5%: tỷ lệ cho phái nam là 75%, và tỷ lệ cho phái nữ là 51%. Tại Jagtial, 12% dân số nhỏ hơn 6 tuổi.